# Wertheimoperatie
De Wertheim-Meigs-operatie is een radicale operatie die wordt uitgevoerd in een verder gevorderd stadium van cervixcarcinoom (baarmoederhalskanker). De Wertheimoperatie is een grote buikoperatie met verwijdering van lymfeklieren die links en rechts langs bloedvaten in het bekken gelegen zijn. De baarmoeder, het omringende steunweefsel en het bovenste deel van de vagina worden eveneens verwijderd. De eierstokken worden afhankelijk van de leeftijd van de patiënt ook verwijderd; bij jongere vrouwen blijft verwijdering achterwege.